# Muxas
Muxas è un comune dell'Azerbaigian situato nel distretto di Oğuz. Conta una popolazione di 1 058 abitanti.